# Durenque
Durenque é uma comuna francesa na região administrativa de Occitânia, no departamento de Aveyron. Estende-se por uma área de 33,15 km². Em 2010 a comuna tinha 534 habitantes (densidade: 16,1 hab./km²).